# Каштак (Челябинск)
Кашта́к — микрорайон Челябинска, посёлок в Металлургическом районе Челябинска. Самая северная часть города, отделённая Каштакским бором.

## География
Расположен на правом берегу реки Миасс возле устья реки Каштак, недалеко от села Долгодеревенского.

## Топоним
Название от гидронима Каштак. По названию посёлка получил название лесопарк, памятник природы Каштакский бор.

## История
Первое упоминание относится к 1763 году.
С 1943 года Каштак входит в состав Челябинска.

## Население

### Историческая численность населения
В 1900—384 жителей, в 1916—636 жителей; в 1926—788 жителей.

## Известные уроженцы, жители
В Каштаке родился министр обороны ПМР Генерал-полковник Хажеев, Станислав Галимович.